# Thalictrum toyamae
Thalictrum toyamae är en ranunkelväxtart som beskrevs av Hatusima och Ohwi. Thalictrum toyamae ingår i släktet rutor, och familjen ranunkelväxter. Inga underarter finns listade i Catalogue of Life.